# 橋本花鳥
橋本 花鳥（はしもと かちょう、2月22日 - ）は日本の漫画家。神奈川県出身。女性。血液型はAB型。かつては永山愛子（本名）・永山靖巳・橋本チキンの名義を使用していた。フランスのマンガ賞『Prix Mangawa』で「虫籠のカガステル」が2015年度の少年漫画部門を受賞。

## 作品

### 連載
- 永山靖巳
  - ハロウィンシード（週刊少年サンデー超2003年10月25日号 - 2004年1月25日号）
- 橋本チキン
  - デザート・ライオット（幻蔵2008年2月号 - 2008年11月号→月刊コミックバーズ2009年1月 - 2009年6月）
- 橋本花鳥
  - アルボスアニマ（月刊COMICリュウ2015年3月号 - 2018年8月号、既刊4巻、 5巻・6巻は自費出版予定[7]）
  - ルキオラと魔境の商館員（マガジンポケット2024年6月4日 - 2025年2月11日、全4巻）

### 読切
- 永山愛子
  - うそでもいーから（少年サンデー特別増刊R2000年1月10日号）
  - とっても小さな水しぶき（週刊少年サンデー2000年42号）
  - だから、上を向いて（週刊少年サンデー超2001年4月25日号）
  - 千石くんの庭草紙（週刊少年サンデー超2002年2月25日号）
  - 藤井秀悟物語 全力100%晴れ時々涙（週刊少年サンデー超2002年5月25日号）
  - 東条英機 太平洋戦争への道（ 週刊マンガ日本史48号 2010年10月3日号）[5]
- 橋本チキン
  - 砂の海のステラ（幻蔵2007年3月号、4月号）

### web作品
- 虫籠のカガステル（2005年 - 2013年4月完結）
  - 2010年 加筆修正版を同人誌で出版
  - 2014年 フランスの出版社グレナよりフランス語版を商業出版
  - 2016年 RYU COMICSより商業出版（全7巻）
  - 2020年 NetflixよりGONZO制作のアニメとして配信[8]

### その他
- 永山愛子
  - 学習漫画 世界の伝記NEXT ロバート・キャパ（2012年、集英社）[1]
- 橋本チキン
  - 中二病狂詩曲 ブレイヴ オブ リベリオン（アンソロジーコミック、2011年、メディアパル）[9]
  - 中二病狂詩曲 ハート オブ ダークネス（アンソロジーコミック、2011年、メディアパル）[10]